# غلين هايد
غلين هايد (بالإنجليزية: Glenn Hyde)‏ هو لاعب كرة قدم أمريكية أمريكي، ولد في 14 مارس 1951 في بوسطن في الولايات المتحدة.

## وصلات خارجية
- غلين هايد على موقع مرجع كرة القدم المحترفة.كوم (الإنجليزية)